# Nikon F50
La Nikon F50 è un modello di fotocamera di fascia economica immesso sul mercato dalla Nikon nel 1994, destinata a sostituire gli altri modelli economici in catalogo.

## Caratteristiche
La Nikon F50 (Nikon N50 negli USA) si presentava come una reflex autofocus compatta e leggera, con motore e flash incorporati, otturatore da 1/2000 di secondo, automatica con scelta di funzionamento in modo simple ed in modo advanced. Nel primo modo la fotocamera veniva regolata in automatismo completo programmato ed offriva quattro programmi di esposizione (per istantanee, paesaggi, ritratti e soggetti ravvicinati). Nel secondo modo consentiva la regolazione manuale, l'automatismo a priorità del diaframma o della velocità, la possibilità di correzione intenzionale dell'esposizione, oltre alla selezione di nuovi programmi automatici di esposizione, come quello per riprese sportive o notturne, il programma silhouette per il controluce e quello per riprese con il diaframma completamente chiuso e la velocità di posa più lenta. 
La misurazione della luce avveniva attraverso il sistema Matrix a sei settori commutabile nel sistema semi spot solo durante il funzionamento con regolazione manuale. Il sensore autofocus della Nikon F50 era il noto AM200 e permetteva la regolazione su AF singolo o su AF continuo (ma solo in modo Advanced). Il motore di avanzamento non permetteva riprese in sequenza rapida ma operava il riavvolgimento automatico a fine rullo. Lo schermo del mirino non era intercambiabile ed il piccolo flash incorporato aveva il numero guida 13. Era alimentata da una batteria al litio da 6 volt ed era disponibile la versione speciale Nikon F50D con dorso datario alimentato da una batteria al litio da 3 volt. Disponibile inizialmente nelle sole finiture nere, la Nikon F50 fu commercializzata in seguito anche in finiture argentate sia nella versione standard che nella versione con dorso datario.